# وسترن استار
وسترن استار (انگلیسی: Western Star Trucks) شرکت خودروسازی آمریکایی است، که در سال ۱۹۶۷ تأسیس شد و هم‌اکنون زیرمجموعه شرکت دایملر آگ است.

## تاریخچه

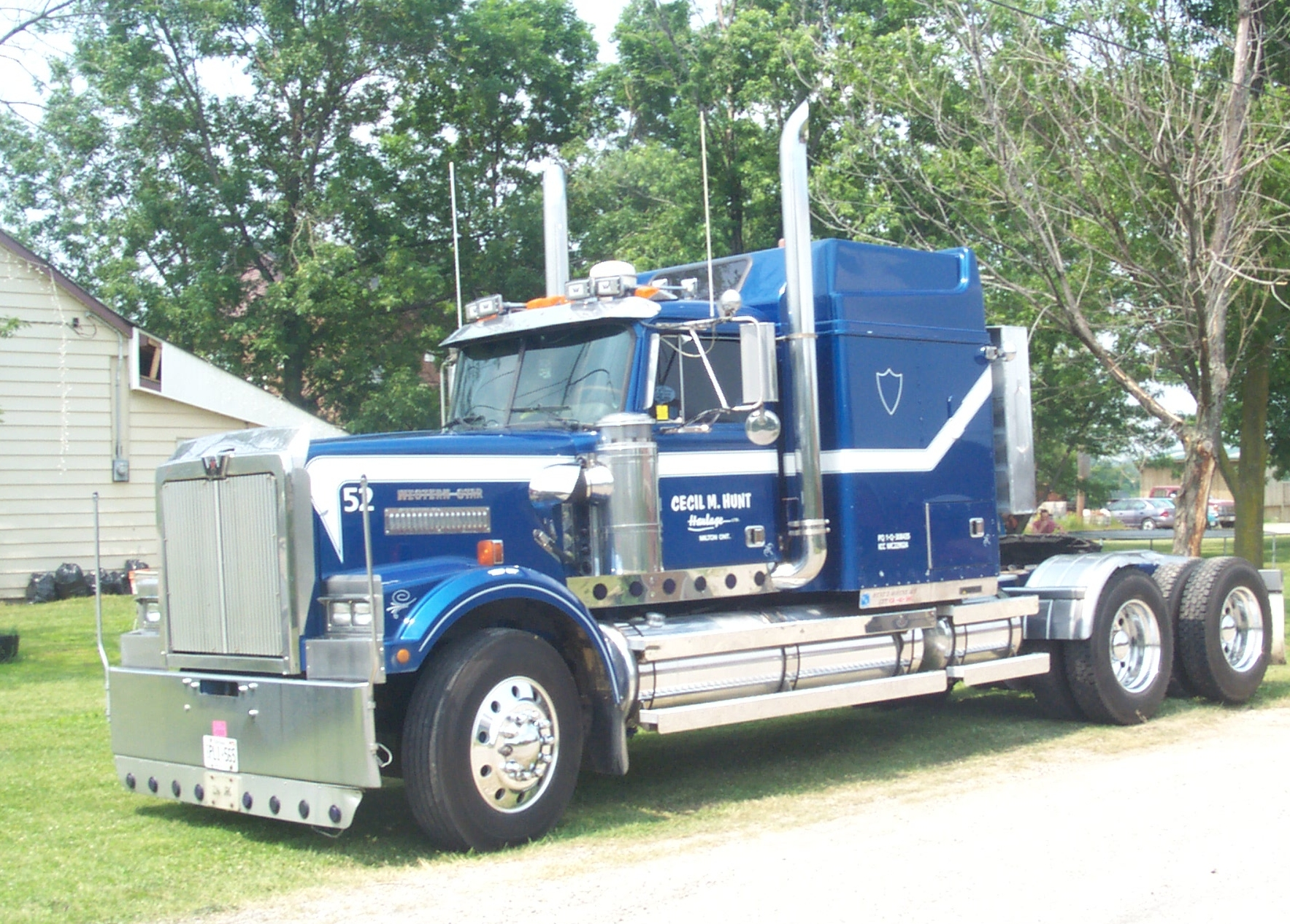
وسترن استار ۴۹۰۰ به سبک «کلاسیک» محصول ۱۹۹۷

در سال ۱۹۹۱، وسترن استار توسط صاحبان شرکت تابعه وسترن استار استرالیا، تری‌ پی‌بادی و باب شاند خریداری شد.
در سال ۲۰۰۲، خط تولید محصولات وسترن استار به کارخانه‌ای در پورتلند، اورگان منتقل شد.
در می ۲۰۱۵ کارخانه در کلیولند، کارولینای شمالی، شروع به تولید مدل‌های پیشین خود با نام تجاری ۴۷۰۰ و ۴۹۰۰ و مونتاژ مدل های جدید نیمه تراکتور ۵۷۰۰XE اقدام نمود.

## سری‌های کنونی
در سال ۲۰۲۲ شرکت وسترن استار کامیون‌های سری X را معرفی کرد و جایگزین سری قبلی این شرکت شد که از سال ۱۹۹۸ تا ۱۹۹۹ تولید می‌شدند.
کامیون‌های وسترن استار سری X شامل؛ ۴۹X و ۵۷X (بازار ایالات متحده) و همچنین سری ۴۷X و ۴۸X (بازار استرالیا) عرضه شدند.

## سری‌های پیشین
وسترن استار در گذشته مدل های زیر را ارائه می‌کرد:

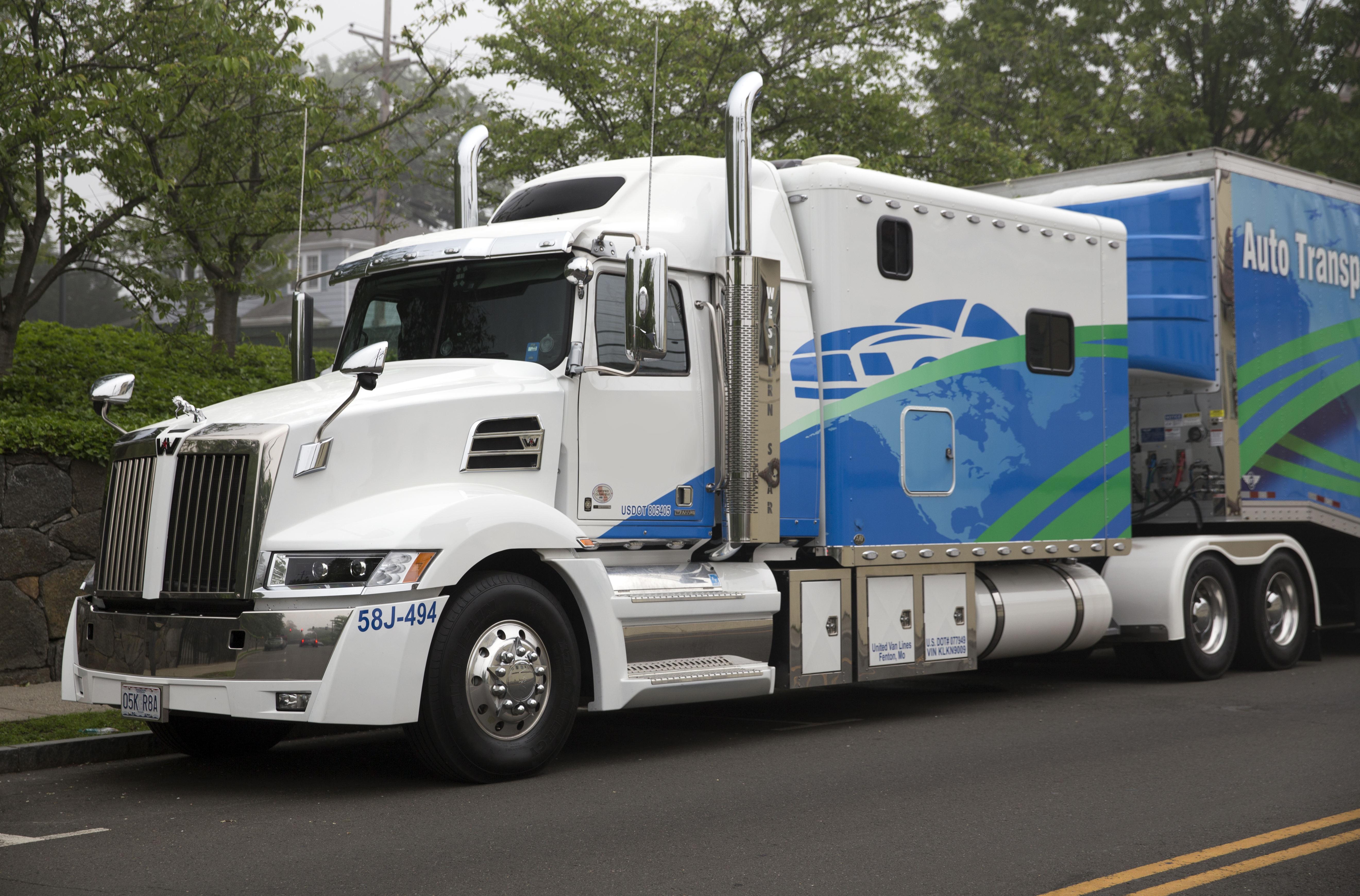
وسترن استار ۵۷۰۰XE

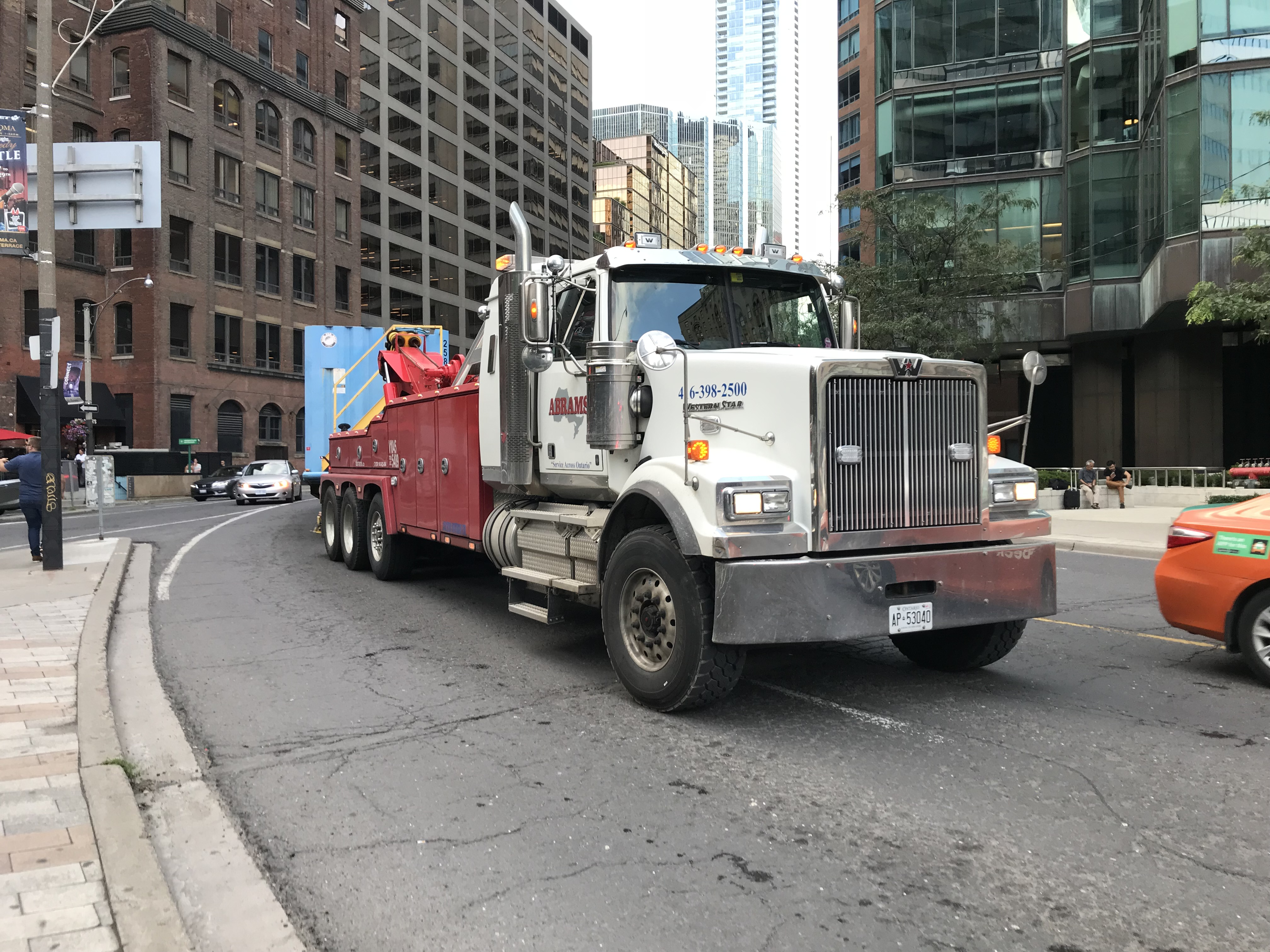
وسترن استار ولکان در خیابان‌های تورنتو

- کامیون ۵۷۰۰XE از سال ۲۰۱۵ تولید و فقط برای برنامه های کاربردی در بزرگراه‌ها طراحی و تولید شد. این کامیون دارای یک شاسی ۱۲۶ اینچی (۳۲۰۰ میلی متر) و یک موقعیت محور جلو تنظیم شده بود.
- سری ۶۹۰۰ پرفروش‌ترین محصول تولید شده توسط وسترن استار بود و برای مشاغل خارج از بزرگراه از جمله ورود به جاده، استخراج معدن و سایر کاربردهای مشابه طراحی شده بود. این کامیون برای کاربری‌های بسیار سخت به تولید می‌رسید. که هر کدام یک شاسی ۱۴۱ اینچی (۳۵۸۰ میلی‌متری) داشتند و می‌توان آن را هم از نظر اندازه و هم با گلگیرهای جلویی صاف و مربعی می‌توان تشخیص داد.